# Craniotome
Craniotome, monotipski biljni rod iz porodica medićevki smješten u tribus Pogostemoneae, dio potporodice Lamioideae. Opisan je 1825.  . Jedina vrsta je C. furcata, trajnica rasprostranjena od Himalaja Indokine. 

## Opis
Višegodišnja biljka višebojnih cvjetova s uspravnom stabljikom visokom 40-100 cm.

## Sinonimi
- Ajuga furcata Link; Enum. Hort. Berol. Alt. 2: 99 (1822)
- Anisomeles furcata (Link) G.Don; Loudon, Hort. Brit.: 232 (1830)
- Anisomeles nepalensis Spreng.; Syst. Veg. 2: 706 (1825)
- Craniotome furcata var. sikkimensis D.Maity & Maiti; J. Econ. Taxon. Bot. 27(Suppl.): 1240 (2003)
- Craniotome furcata var. urceolata D.Maity & Maiti; J. Econ. Taxon. Bot. 27(Suppl.): 1242 (2003)
- Craniotome versicolor Rchb.; Iconogr. Bot. Exot. 1: 39 (1825)
- Nepeta versicolor Trevir.; Nova Acta Phys.-Med. Acad. Caes. Leop.-Carol. Nat. Cur. 13: 183 (1826)